# Определителен член в българския език
Определителният член в българския език е морфема, която се добавя в края на думите, след всички други морфеми, включително след окончанието. Определителният член посочва предмета като вече познат, срещан в текста, тоест изразява категорията определеност.
Българският език е единственият славянски език, който притежава категорията определеност.
Пример: Срещнах сестрата на Иван. Това изречение означава, че сестрата на Иван е вече познато лице, например била е спомената в някое от предишните изречения или Иван има само една сестра.
Поначало лицата и предметите, които са единствени по рода си, могат да бъдат членувани, дори да не са споменати преди това.
Примери: небето, Вселената, слънцето, луната, въздухът.
Това се отнася и за отвлечени понятия, както и за конкретни понятия, когато са употребени в обобщен смисъл – тоест когато някое име в единствено или множествено число означава всички лица или предмети от даден клас.
Примери:
- Хитростта е по-добра от силата.
- Розата е любимото ми цвете.
- Котките спят много.
- Такъв е животът.

Същите думи могат да бъдат и нечленувани, ако означават един предмет сред много други (и този предмет не е бил назован преди това в текста).
Примери:
- Измисли някоя хитрост.
- Трябва ти повече сила.
- Подари ми една роза.
- На улицата видях много котки.
- Всеки живот е ценен.

Членуват се названия на конкретни лица или предмети, дори да не са били споменати по-рано, когато от речевата ситуация се подразбира кои са те, тоест когато наоколо има само един такъв предмет или лице.
Примери:
- Би ли отворил вратата? Става дума за вратата на къщата или на стаята, в която се намираме в този миг.
- Я виж какво прави детето. Подразбира се едно определено дете.

Ако пред съществителното име, което следва да се членува, има едно или няколко прилагателни в широк смисъл (тоест същински прилагателни имена, числителни имена и притежателни местоимения), определителният член се слага само на първото от тях, а следващите прилагателни и съществителното остават непроменени.
Пример: Срещнах приказливата красива сестра на Иван.

## Определителен член в книжовния език
Определителният член зависи от рода и числото на името, а при думите от мъжки род в единствено число е два вида – пълен и непълен.

### Форми за род и число

#### В множествено число
Думите в множествено число се членуват с членовете -та или -те в зависимост от окончанието: думите с окончание -а или -я се членуват с -та; всички останали думи (които най-често завършват на -и или -е, но понякога и на други звукове) се членуват с член -те. Числителните бройни, завършващи на -т, пораждат двойно т при членуване.
Примери:
- селата, кучетата, полята; двата, двамата, тримата, четиримата, хилядата;
- самолетите, градовете, реките, ръцете, клещите; младите, сините; моите, неговите, нейните, техните; първите, вторите, третите, двете, трите, шестите, шестте, деветите, деветте, петте, седемте, шестнадесетте, шестнайсетте, двадесетте, двайсетте, стоте, четиристотинте.

Изключения: тристате.
Членовете за множествено число поначало са неударени. Само при числителните редни имена членът -те носи ударение. Изключение са формите двете и трите, в които ударението остава върху корена.
Родът на името не оказва пряко влияние на определителния член, а само косвено – чрез окончанието. Дори една и съща дума може да се членува по два различни начина, ако има различни форми за множествено число.
Пример:
- крило – крила – крилата; рамо – рамена – рамената;
- крило – криле – крилете; рамо – рамене – раменете.

Числителните бройни имена (без думите две и три) притежават и една остаряла форма за членуване в множествено число: -тях. Тя винаги е ударена. Например петтях, седемтях, десеттях, стотях. Употребата на тези форми не се препоръчва.

#### В среден род, единствено число
Думите от среден род в единствено число се членуват с -то, независимо дали завършват на -о, или на -е. Примери: кучето, езерото; зеленото, синьото; моето, нейното; първото, третото. Този член никога не е ударен.

#### В женски род, единствено число
Думите от женски род в единствено число се членуват с -та. Това се отнася както за думите, завършващи на гласна (птицата, лелята; синята, зелената; моята, неговата; първата, третата), така и за думите, завършващи на съгласна (есента, вечерта). Само че във втория случай членът е ударен, а в първия – не.
При думи от женски род, завършващи на -т или -щ, се получава двойно т или съчетанието щт (пролетта, радостта, твърдостта, смъртта, нощта, пещта).
Когато основната форма завършва на ш, при членуване се получава съчетанието от букви шт, което не се заменя с щ (пустошта).

#### В мъжки род, единствено число
Малък брой думи от мъжки род завършват на -а или -я. Това са окончания за женски род, затова тези думи се членуват като думите от женски род, тоест с член -та без ударение. Примери: владиката, слугата, бащата; съдията.
Друга малка група съществителни имена от мъжки род завършват на -о или -е, което е характерното окончание за думите от среден род. Затова тези думи се членуват като имената от среден род, тоест с неударен член -то. Примери: дядото, чичото.
Някои думи от чужд произход са от мъжки род, обаче завършват на гласна, различна от споменатите по-горе. Такива думи се членуват с член -то, който не носи ударение. Например гуру – гуруто.
Повечето думи от мъжки род в единствено число завършват на съгласна. Те се членуват с -ът, -а (твърда форма) или -ят, -я (мека форма).
Определителният член -ът се произнася така, както се пише. Формите -а, -я и -ят се произнасят съответно [-ъ], [-йъ] и [-йът]. В действителност [йъ] и [йът] се произнася в случаите, когато думата завършва на гласна, като напр. герой – героя/героят [геройъ/геройът], младия/младият [младийъ/младийът]. Когато думата завършва на съгласна произнасяме пълния или краткия член я/ят като [ъ]/[ът], а с буквата „я“ обозначаваме мека (палатална) съгласна преди члена: коня / конят, произнасяни съответно [кон'ъ] / [кон'ът], а не [конйъ] / [конйът]. Понякога членът е под ударение (мъжът, мъжа; класът, класа; кракът, крака; денят, деня), а в други случаи е без ударение (влакът, влака; човекът, човека; смелият, смелия).
Меката форма се използва при прилагателните и числителните редни имена, а също и при притежателните местоимения, например добрият, петия, моят. Когато завършват на -й, тази буква изчезва при членуване, тъй като съответният звук се съдържа в буквата я от определителния член; например мой – моят. А когато завършват на твърда съгласна, преди определителния член се добавя буквата и; например зелен – зеления. Причината е, че членуваният вариант произлиза от стара форма, която вече не се употребява. Тя е завършвала на -ий; например зелений. Последният звук (й) е причина за мекостта на определителния член.
Меко членуване има и при следните съществителни имена от мъжки род:
- десетте съществителни имена цар, крал, ден, сън, кон, огън, път, зет, лакът, нокът; например царят, пътя и т.н. (причината е, че в миналото тези думи са завършвали с мека съгласна; например царь);
- съществителните, които завършват на -й; например славей – славеят (при членуване буквата й отпада, тъй като нейният звук се съдържа в буквата я от определителния член);
- съществителните, които съдържат наставката -тел, без значение дали означават лица, или предмети; например учител – учителя, предпазител – предпазителя; но ако завършекът -тел не е наставка, тогава думата се членува твърдо, например котел – котелът, петел – петела, хотел – хотела;
- съществителните имена, които съдържат наставката -ар или -яр и означават лица; например ключар – ключаря, юбиляр – юбилярят, титуляр – титуляря; но ако завършекът -ар или -яр не е наставка или думата не означава лице, тя се членува твърдо: дар – дарът, пазар – пазара, формуляр – формуляра, календар – календарът.

Обяснението за последните две точки е, че съответните наставки в миналото са били меки, тоест -тель, -арь, -ярь.
Съществителните имена от мъжки род, които не попадат в никой от изброените четири случая, се членуват твърдо: ред – редът, трактор – трактора, клас – класа и т.н.
Разграничението между пълен и непълен член съществува само в книжовната норма, но не и в традиционните говори. Повечето български диалекти използват определителен член -а (човека), почти всички преходни говори – формата -ът (човекът), а много от югозападните говори – формата -о (човеко).

#### Правило за пълния и краткия член
Когато се членува име или местоимение от мъжки род, единствено число, което завършва на съгласна, се пише пълен или кратък член в зависимост от службата на името или местоимението в изречението. Пълен член (-ът, -ят) се употребява на местата, където някога е бил използван именителният падеж. С други думи, пълен член получават подлогът и неговите съгласувани определения и приложения, включително сказуемното определение на подлога; още сказуемото и неговите съгласувани определения и приложения (когато сказуемото е изразено чрез членувано име от мъжки род, единствено число). Кратък член (-а, -я) се появява на местата, където се е използвал падеж, различен от именителния, тоест за всички други части на изречението – допълнението и неговите определения и приложения, включително сказуемното определение на допълнението; а също и при обстоятелствените пояснения.
Несъгласуваните определения, въведени с предлог, се членуват с непълен член, независимо към коя част на изречението се отнасят. Причината е, че име, въведено от предлог, не може да бъде в именителен падеж.
Примери:
- Пълен член:
Подлог: Хлебарят меси тестото. Вятърът шуми в клоните на дърветата.
Съгласувано определение на подлога: Старият човек се усмихна.
Съставно именно сказуемо: Това е въпросът, на който не можах да отговоря.
Съгласувано определение на сказуемото: Вие ли сте новият директор?
Сказуемно определение на подлога: Той се смята най-умният.
Приложение на подлога: Георгиев, учителят по история, влезе в час.
Съгласувано определение на приложението на подлога: Георгиев, новият учител по история, влезе в час.
Приложение на именно сказуемо: Господин Иванов е директорът – ръководителят на нашето предприятие.
Съгласувано определение на приложението на именно сказуемо: Господин Иванов е директорът – главният ръководител на нашето предприятие.
- Непълен член:
Пряко допълнение: Някой счупи прозореца.
Непряко допълнение: Докараха брашно на хлебаря.
Съгласувано определение на допълнението: Поздравихме стария човек.
Обстоятелствено пояснение: Видях го на следващия ден. Другия път ела сам.
Сказуемно определение на допълнението: Заварих го същия, непроменен.
Несъгласувано определение на допълнението: Момчето чу шума на вятъра.
Несъгласувано определение на подлога: Безпокои ме мисълта за утрешния ден.

Пълен член се използва и за обръщение, което не е в звателна форма, защото то се отнася към подлога: Ученикът с червеното яке, кажи си името!
Обаче в следното изречение няма обръщение, а удвоено допълнение, затова се използва кратък член: Ученика с червеното яке, доведете го при мен!
Просто практическо правило за различаване на подлога и допълнението (в 3 л., ед.ч.): подлогът може да се замести с думата той, а допълнението – с думата него (го, му). Например: Камъкът счупи прозореца. = Той счупи него. = Той го счупи. В случая можем да заменим камъкът с той, а прозореца – с думата го или с него. Следователно камъкът е подлог, а прозореца е допълнение.
Понякога са възможни два различни синтактични анализа; в такъв случай може да бъде правилно както членуването с пълен член, така и членуването с кратък член.
Пример:
- Видях влака да идва. = Видях го да идва.
- Видях влакът да идва. = Видях той да идва.

Има разлика между предлог и съюз: предлогът въвежда име (или местоимение) в простото изречение, а съюзът въвежда просто изречение в сложното. Някои сложни съюзи са получени от предлог и друг съюз. Например думите за, без и преди са предлози, а съчетанията за да, без да и преди да са съюзи.
Пример:
- Не преминавай преди влака. = Не преминавай преди него. Тук думата преди е предлог: въвежда членуваното съществително име влака. То може да се замени с местоимението него, затова е членувано с непълен член.
- Не отваряйте вратата, преди влакът да е спрял. = Не отваряйте вратата, преди той да е спрял. В случая думата преди е част от сложния съюз преди да, който въвежда подчинено изречение. Съществителното име влакът може да се замени с думата той, следователно е подлог на подчиненото изречение, затова е членувано с пълен член.

Особен случай са непълните изречения – тези, в които липсва подлогът или сказуемото, или и двете. (Мръкна се. Огън!) Проблем с членуването възниква обикновено в изреченията, при които липсва сказуемо. Примери:
- Ето романа, който търсиш. В главното изречение липсва подлог. Използван е кратък член, защото думата романа е допълнение: Ето романа. = Ето го.
- В заглавията обикновено липсва сказуемо, а цялото заглавие най-често може да се схване като подлог – название на някакъв предмет или лице. Затова в заглавия обикновено се използва пълен член: „Прекрасният нов свят“. Това се прави дори когато заглавието като цяло не е подлог: В книгата „Прекрасният нов свят“ авторът Олдъс Хъксли разглежда утопията за постигане на съвършено общество с помощта на технологиите.
- В заглавие, в което липсва сказуемо, се използва кратък член, ако членуваната дума се намира след предлог: в такъв случай тя не може да се схване като подлог. Пример: „По света и у нас“.

Прякорите се членуват само с кратък член: Апостола на свободата, Петър Моканина, Калмука и т.н. Изключение: Иван Краличът (в някои говори липсва кратък член; когато това се отнася за говора, използван от по-стари писатели в техните литературни произведения, прякорите остават така, както писателят ги е употребил).
Подобни на прякорите са някои географски названия, които се срещат само в членувана форма. Те се членуват винаги с кратък член: Хисаря, Предела и др. под. За разлика от тези случаи имената Ватикан и Анадол могат да бъдат и нечленувани, а когато се членуват, се спазва общото правило, тоест изборът зависи от синтактичната им роля в изречението:
- Ватиканът излезе със съобщение. Посетих Ватикана.
- Анадолът е особен район. Прекосих Анадола.

Употребата на пълен и кратък член зависи само от синтактичната роля на името или местоимението, но не и от словореда на изречението:
- Вчера, а не днес посетих директора на училището.
- Директора на училището посетих вчера, а не днес.
- Директорът на училището ме прие вчера, а не днес.

Правилото за пълния и краткия член е присъщо единствено на книжовния език и няма основа в българските диалекти. Нито един български говор не познава подобно разграничение между пълен и кратък член. Това правило не важи за устната реч, тоест то е правописно, но не и правоговорно правило. В устната реч се употребява пълен или кратък член по избор на говорещия и няма разлика в смисъла.
Правилото за пълния и краткия член не важи за поезията. Поетическата реч има собствени, по-важни изисквания – за римуване, благозвучие и т.н.

## Особени случаи
Някои имена на географски обекти се членуват винаги Предела. Обяснението е, че те произхождат от нарицателни имена, затова определителният член се е запазил. Когато името е от мъжки род (в единствено число), се използва кратък член (-а, -я).
Поначало собствените имена на географски обекти не се членуват (освен ако не са винаги членувани): Марица, а не Марицата. Обаче при собствени имена на реки от мъжки род се допуска членуване с пълен или кратък член според общите правила; допуска се и липса на членуване.
Примери:
- В неофициална реч и в художествения стил се предпочитат членуваните форми:
 Дунавът играеше весело.
Плавахме по Дунава.
Искърът влачеше водите си лениво.
- В официална реч, например в научния стил, се предпочитат нечленуваните форми:
Искър е най-дългата река в България.

Собствени имена на географски обекти в множествено число се членуват винаги, освен когато определителният член отиде по-напред: Родопите, планината Родопи, Андите, Кордилерите, Бахамските острови, Хаваите и т.н. Обяснението е, че щом са в множествено число, тези собствени имена се схващат като преосмислени нарицателни имена.
По същата логика задължително се членуват нарицателни имена, които служат като собствени имена на институции: Министерският съвет, Българската национална телевизия, Народното събрание, Европейският съюз и т.н.
Когато нарицателно име в единствено число служи за собствено име на географски обект, езиковата практика е доста пъстра: някои имена се членуват, а други – не.
Примери:
- Членувани: Долното езеро, Рибното езеро, Трилистника.
- Нечленувани: Черни връх, Зли дол, Стара планина, Средна гора.

Като общо се членуват само нарицателните имена от среден род, единствено число, които служат като собствени имена на географски обекти. По изключение се членуват и нарицателни имена от другите родове в единствено число, когато се схващат като собствени и се употребяват само членувани: Трилистника, Предела и др.
Едно име е част от съставно именно сказуемо, когато признакът, приписван на подлога, се изразява от името, а глаголът е спомагателен. Ролята на спомагателен глагол най-често изпълнява глаголът съм (в коя да е от формите си: съм, е, са, бях, бих бил, ще бъда и т.н.). Понякога обаче спомагателен може да бъде и друг глагол с избледняло лексикално значение, като представлявам, оказвам се и др. под.; такива глаголи съответстват приблизително на глагола съм. В тези случаи, ако името, което образува именното сказуемо, е от мъжки род, единствено число, се употребява пълен член.
Примери:
- Георги Иванов е първият български космонавт.
- Аз съм най-младият от присъстващите.
- Ти се оказа най-ценният играч в отбора.
- Петър изглеждаше най-силният в класа.
- Димитър стана първенецът на състезанието.
- Той не се промени – остана същият.
- Паролата се явява най-важният елемент от сигурността на една програма.
- Корупцията представлява най-същественият проблем на съдебната система.

Обратно, ако глаголът е пълнозначен, тогава той образува сказуемото; в този случай името не е част от сказуемото, а е пряко допълнение, затова се членува с непълен член.
Примери:
- Купих най-евтиния уред.
- Петър изгледа целия филм.
- Адвокатът представлява обвиняемия.

Както се вижда от съпоставката на двете групи от примери, някои глаголи могат да бъдат пълнозначни в едни изречения, но спомагателни – в други.
Дори когато глаголът е спомагателен, името може да не е част от сказуемото, например:
- Аз съм най-младият от присъстващите. Тук имаме съставно именно сказуемо.
- Аз съм за най-младия от присъстващите. Тук имаме непряко допълнение; това личи от предлога, който го въвежда.

Поначало след предлог не може да се употреби именителен падеж, затова след предлог се използва непълен член. Това се отнася и за сказуемното определение на подлога, когато е въведено с предлог (за или като).
Примери:
- Той се смята най-умният от всички нас.
- Той се смята за най-умния от всички нас.

Вторият вариант е по-естествен и по-често използван.

## Историческо развитие
Произходът на определителният член в българския език – единственият славянски език с категория определеност – не е добре изяснен. Общоприето е мнението, че членната морфема произхожда от задпоставени показателни местоимения, които постепенно са се слели с поясняваната дума. В същото време механизмът на този процес остава неясен, като задпоставения определителен член е основна отличителна особеност балканския езиков съюз, наличен и в гръцкия, румънския и албанския.
Примери:
- човекъ – този човекъ – човекъ тъ – човекътъ – човекът (краесловният ер е изчезнал, но другият ер се е запазил);
- роза – тази роза – роза та – розата;
- дете – това дете – дете то – детето.

Както в миналото, така и днес правилото за употребата на пълен и кратък определителен член в българския правопис е обект на езиковедски спор. Нито в старите, нито в съвременните български го̀вори се прави разграничение на синтактична основа между формите за пълен и кратък член. Едни диалекти използват само пълен член, а други – само кратък. Поради това в книжовния език е било наложено т.нар. синтактично правило за употребата на пълен и кратък член в зависимост от синтактичната функция (постарому: падежа) на името в изречението.
За пръв път това правило е въведено от Неофит Рилски в неговата „Болгарска граматика“ от 1835 г.: „Членът при имената от мъжки род единствено число се пише -о в именителен падеж, -а в родителен падеж и -атъ във винителен падеж.“
До края на XIX век подобно правописно правило се прилага и при членуването на имената от женски род, където формата за членуване в именителен падеж -та се променя в -тѫ във винителен и родителен падеж успоредно с окончанието на думата, съответно от -а в -ѫ и от -я в - ѭ. Дриновската и Каравеловата правописна школа обаче използват единствено пълния член при имената от мъжки род.
Първият официален правопис на българския език, от 1899 г., установява употребата на определителния член според съвременното синтактично правило. През 1921 г. то е отменено от правописната реформа на правителството на БЗНС в полза на правилото за благозвучие, според което пълен член се използва само пред думи, започващи с гласна. След деветоюнския преврат през 1923 г. правописната реформа на БЗНС е отхвърлена и синтактичното правило е върнато в сила. В първоначалния проект за правописна реформа на правителството на Отечествения фронт от 1945 г. се дава еднакво значение на пълния и краткия определителен член и се позволява свободната им употреба като дублети, каквито те са в говоримата реч и поезията. Впоследствие е решено да се запази действащото синтактично правило.
Макар и общоприето, синтактичното правило е обект на критика от страна на някои български езиковеди, като Беньо Цонев, Стефан Младенов, Любомир Андрейчин, Стойко Стойков и Петър Пашов. Едни от тях предлагат премахването на пълния член, други се обявяват за замяна на синтактичното правило с правилото за благозвучие.